# Hyperiidea
Hyperiidea é uma das subordens dos crustáceos Amphipoda. Os anfípodes desta subordem apresentam hábito de parasitismo.

## Taxonomia
A subordem Hyperiidea pode ser separa nas seguintes superfamílias:
- Infraordem Physocephalata
  - Superfamília Phronimoidea Rafinesque, 1815
    - Família Bougisidae Zeidler, 2004
    - Família Cystisomatidae Willemöes-Suhm, 1875
    - Família Dairellidae Bovallius, 1887
    - Família Hyperiidae Dana, 1852
    - Família Iulopididae Zeidler, 2004
    - Família Lestrigonidae Zeidler, 2004
    - Família Phronimidae Rafinesque, 1815
    - Família Phrosinidae Dana, 1852

  - Superfamília Platysceloidea Spence Bate, 1863
    - Família Amphithyridae Zeidler, 2016
    - Família Anapronoidae Bowman & Gruner, 1973
    - Família Brachyscelidae Stephensen, 1923
    - Família Eupronoidae Zeidler, 2016
    - Família Lycaeidae Claus, 1879
    - Família Lycaeopsidae Chevreux, 1913
    - Família Oxycephalidae Spence Bate, 1863
    - Família Parascelidae Bovallius, 1887
    - Família Platyscelidae Spence Bate, 1863
    - Família Pronoidae Dana, 1852
    - Família Thamneidae Zeidler, 2016
    - Família Tryphanidae Boeck, 1871

  - Superfamília Vibilioidea Dana, 1852
    - Família Cyllopodidae Bovallius, 1887
    - Família Paraphronimidae Bovallius, 1887
    - Família Vibiliidae Dana, 1852
- Infraordem Physosomata
  - Superfamília Lanceoloidea Bovallius, 1887
    - Família Chuneolidae Woltereck, 1909
    - Família Lanceolidae Bovallius, 1887
    - Família Megalanceolidae Zeidler, 2009
    - Família Metalanceolidae Zeidler, 2009
    - Família Microphasmidae Stephensen & Pirlot, 1931
    - Família Mimonecteolidae Zeidler, 2009
    - Família Prolanceolidae Zeidler, 2009

  - Superfamília Scinoidea Stebbing, 1888
    - Família Archaeoscinidae K. H. Barnard, 1930
    - Família Microscinidae Zeidler, 2012
    - Família Mimonectidae Bovallius, 1885
    - Família Mimoscinidae Zeidler, 2012
    - Família Scinidae Stebbing, 1888